# Trionfo della morte (D'Annunzio)
Trionfo della morte è un romanzo del 1894 di Gabriele D'Annunzio scritto nell'arco di quasi cinque anni (dal 1889 al 1894). Si tratta dell'ultimo della cosiddetta trilogia de I Romanzi della Rosa, di cui fanno parte anche i precedenti Il Piacere (1889) e L'Innocente (1892). Il romanzo era inizialmente dedicato a Giosuè Carducci, ma poi finì con l'essere dedicato all'amico pittore Francesco Paolo Michetti, nel cui studio (convento Michetti) D'Annunzio riuscì a terminare la stesura dell'opera.
Il Trionfo della morte è un chiaro esempio di romanzo psicologico, nel quale l'alternarsi delle vicende cede il posto a una perpetua analisi introspettiva della coscienza del protagonista, Giorgio Aurispa. Il romanzo, che si apre con un passo dell'Al di là del bene e del male di Friedrich Nietzsche nell'esergo, sviluppa il tema del superomismo, così come interpretato dall'allora trentunenne D'Annunzio.

## Genesi

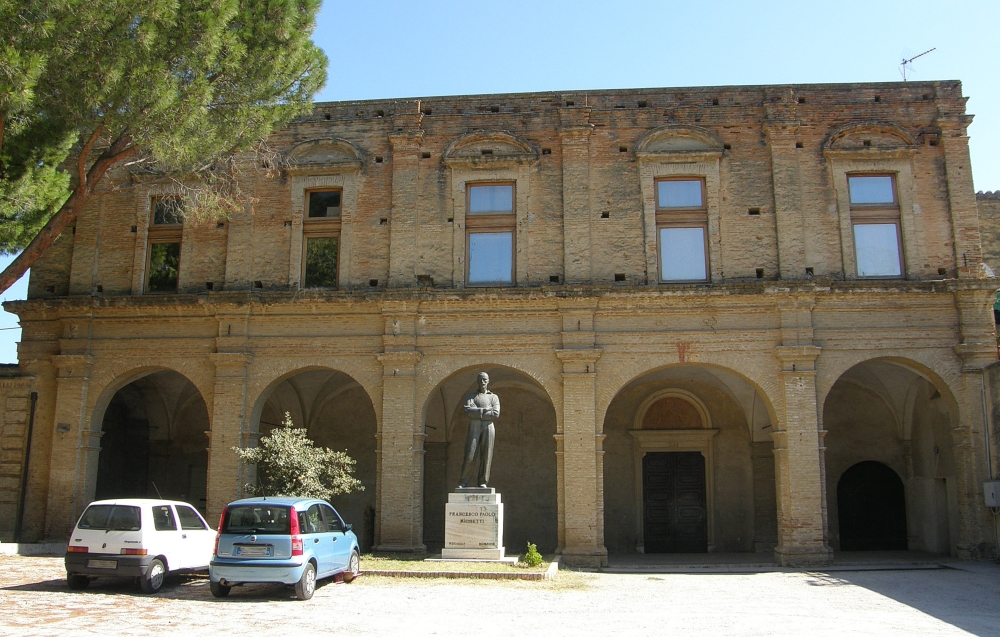
Il Convento Michetti di Francavilla al Mare, residenza di Francesco Paolo Michetti dove D'Annunzio soggiornò per terminare il Libro Quinto del Trionfo della morte

L'opera fu avviata nel 1889, contemporaneamente alla stesura de Il Piacere. Inizialmente intitolato L'Invincibile, il romanzo venne pubblicato a puntate, tra il gennaio e il marzo 1890, sul settimanale La Tribuna illustrata di Roma; tuttavia, questa prima bozza dell'opera rimarrà incompiuta per mancanza di materiale (verranno pubblicati solo i primi 16 capitoli).

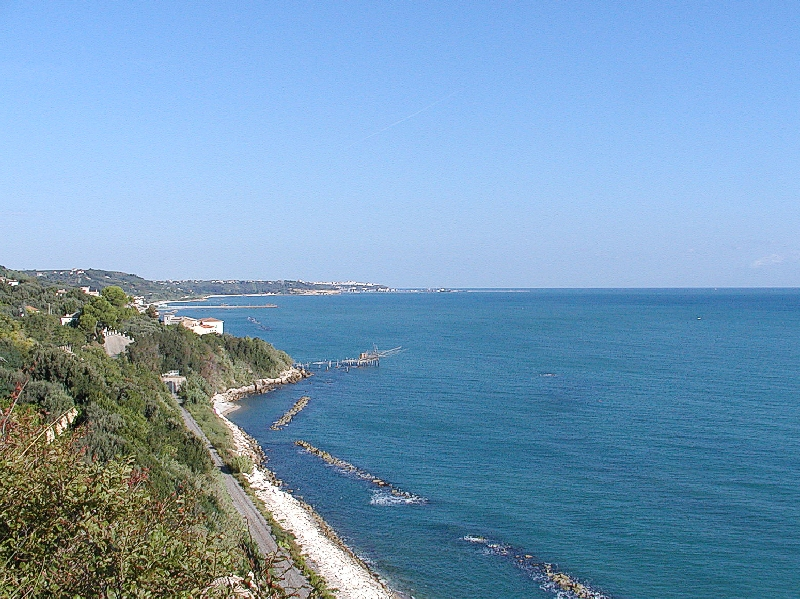
L'eremo dannunziano di San Vito Chietino, col trabocco nel mare

Sempre nello stesso periodo D'Annunzio incontrò Barbara Leoni, con la quale prese una casa sul cosiddetto promontorio dannunziano, presso San Vito Chietino, luogo dove si svolgeranno anche le vicende dei protagonisti raccontati. Molto del romanzo è stato preso dalle esperienze che D'Annunzio visse con la sua amante Barbara Leoni nei due mesi che trascorsero là, come i luoghi, le abitudini e le superstizioni della gente del luogo, perfino l'episodio lugubre del bambino annegato (a cui D'Annunzio assistette veramente), così come quello del pellegrinaggio a Casalbordino; inoltre, sono presenti anche molte citazioni di frasi presenti nelle lettere che i due amanti si scambiarono nel corso della loro relazione.
Dopo diverse interruzioni e successive riprese, finalmente il romanzo venne pubblicato, inizialmente a puntate, nelle appendici del quotidiano Il Mattino di Napoli tra il 3 febbraio e l'8 settembre 1893 e tra il 21 aprile e il 7 giugno 1894, per poi uscire in volume nel maggio 1894, pubblicato dall'editore Treves di Milano.

## Trama
Giorgio Aurispa è un giovane abruzzese di Guardiagrele (Chieti), esteta, colto, raffinato e di nobili discendenze, che ha abbandonato il paese natìo per trasferirsi a Roma, dove vive libero da qualsiasi impiego grazie all'eredità lasciatagli dallo zio Demetrio, morto suicida. Qui inizia una relazione con una donna sposata, Ippolita Sanzio, intrappolata in un matrimonio difficile e a tratti violento al punto da indurla ad abbandonare il marito. La relazione nata tra Giorgio e Ippolita ha quell'intensità violenta e sensuale cara a D'Annunzio, così come lo Sperelli ne Il piacere, e al suo modo di descrivere la passione come opera d'arte.
Caratterizzato da una spiccata e raffinata sensibilità emotiva, sempre pronto ad analizzare sotto ogni aspetto ogni singolo evento vissuto e ogni singola emozione, Giorgio Aurispa è fatalmente prigioniero di una malia che lo attrae verso la morte e che lo lega indissolubilmente al destino del suicida zio Demetrio e a cui Giorgio si sente legato da una comune spiccata sensibilità d'animo e di insofferenza verso la mediocrità della vita. Questo malessere malinconico lo porta più volte a progettare il suicidio, ma senza arrivare fino in fondo, strappato ogni volta da un primitivo attaccamento alla vita, manifestato dapprima attraverso l'irruente passione dell'amante, poi attraverso il ritorno alla terra e alle proprie origini (che lo portano al tentativo di fondersi con la natura e con uno stile di vita più semplice), poi abbracciando il misticismo religioso; infine, attraverso una totale e fiduciosa adesione allo spirito dionisiaco delle teorie superomistiche nietzschiane, capace di renderlo finalmente libero da ogni debolezza umana. Incolperà poi l'amante, Ippolita Sanzio, di essere il vero ostacolo per liberarsi dall'oppressione della morte, a causa della sua passione lussuriosa che gli assorbe ogni energia vitale e, con essa, qualunque tentativo di elevarsi ad una vita intellettuale superiore, rendendola di fatto la "Nemica" da sconfiggere.

### Libro primo

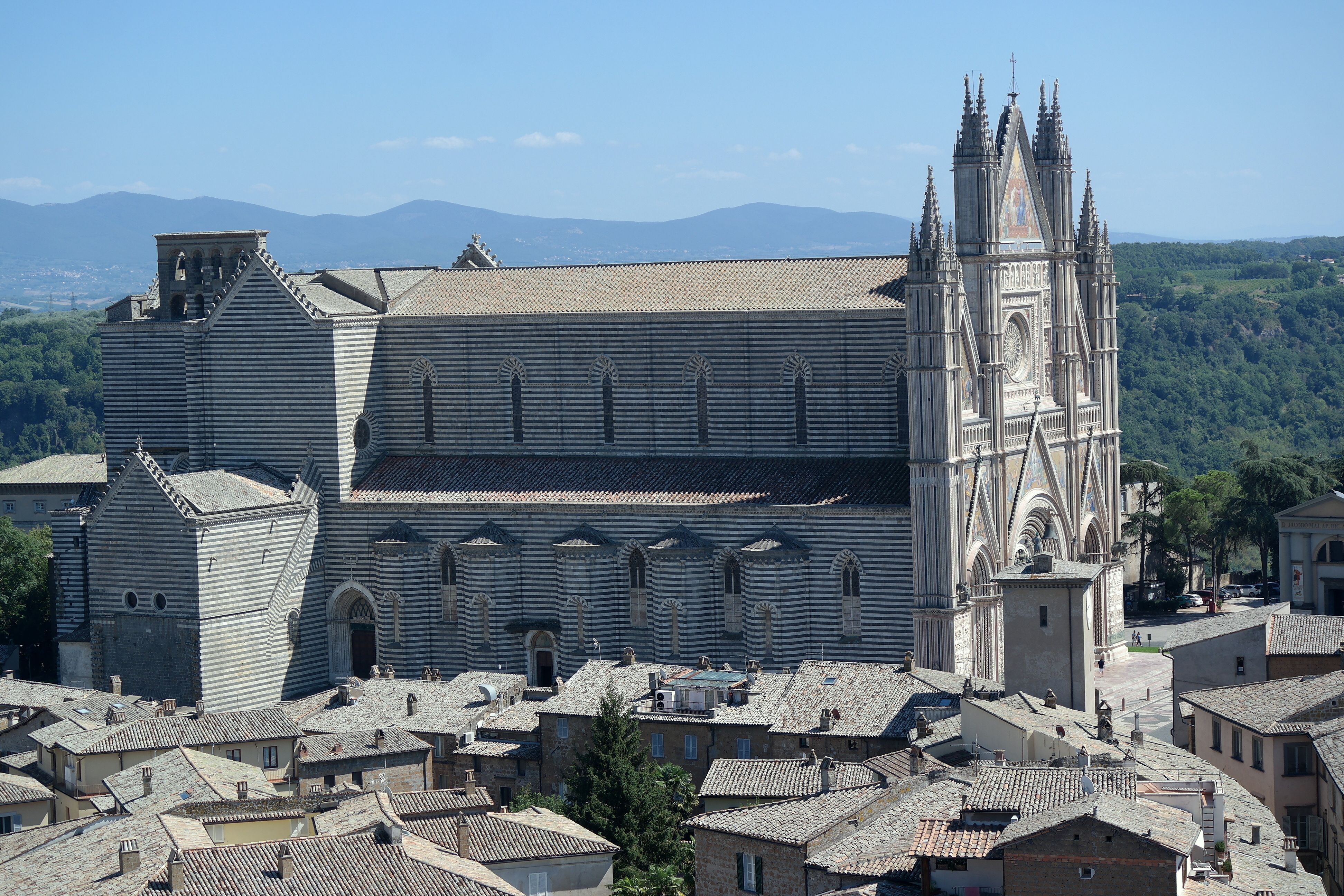
Veduta del Duomo di Orvieto

L'assistere a un suicidio a Roma spinge Giorgio e Ippolita a partire nel vano tentativo di liberarsi dall'ombra della morte e della malinconia. Decidono inizialmente di visitare Orvieto e il suo duomo; alla fine si dirigono ad Albano Laziale. Qui gli amanti passano alcuni giorni piacevoli; tuttavia l’intimità, suggerita soprattutto dalla lettura delle romantiche lettere scambiatisi, causa in Giorgio una malia, un malessere ed una tristezza acuta. Terminata la breve vacanza, i due, tristi, si separano: Ippolita dalla sorella, Giorgio dalla famiglia d’origine a Guardiagrele.

### Libro secondo
(Gabriele D'Annunzio, Trionfo della morte, Libro secondo)

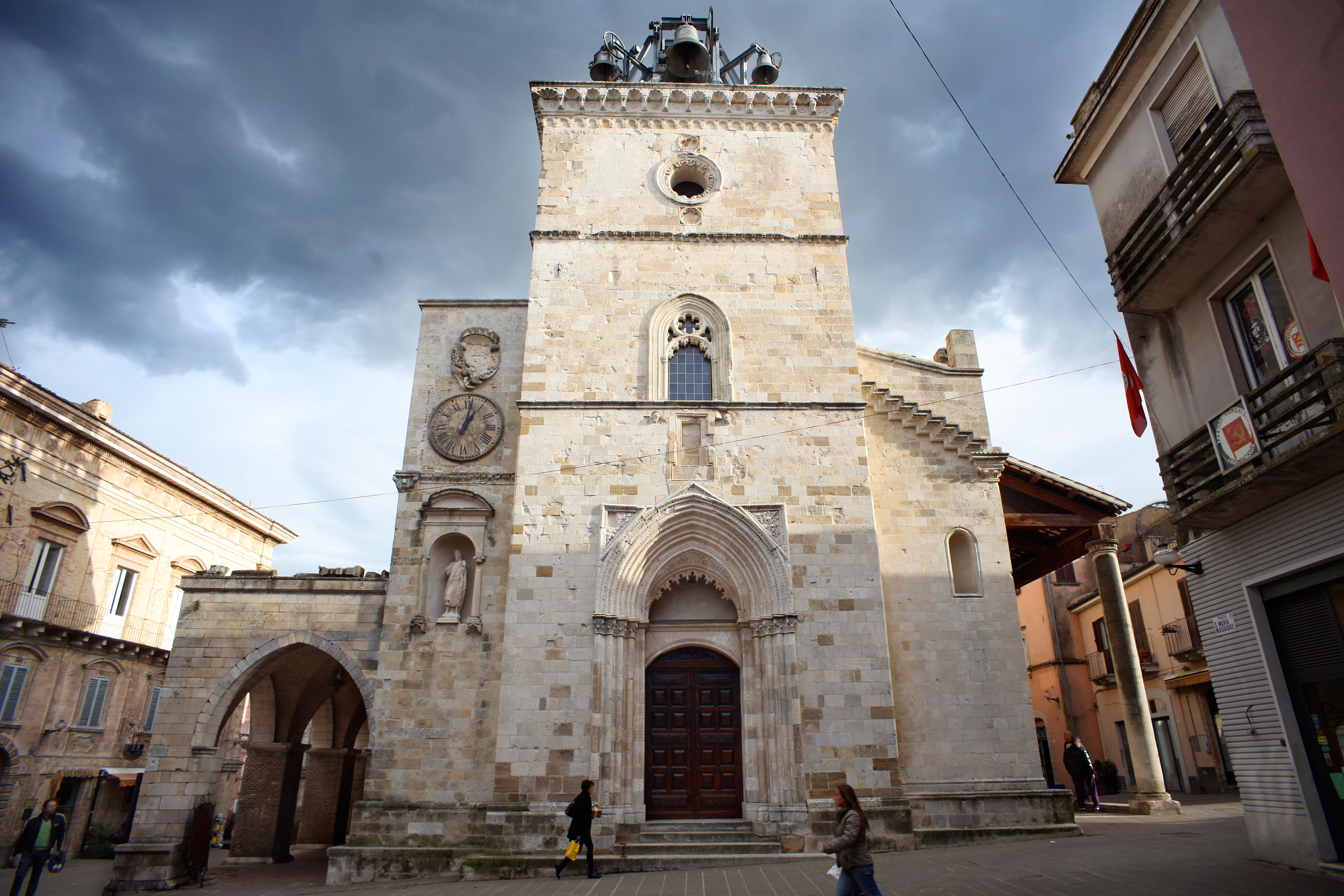
Il duomo di Santa Maria Maggiore a Guardiagrele, descritto da D'Annunzio nel Libro Secondo

Il luogo dominante in tutto il secondo libro è il borgo medievale di Guardiagrele, alle pendici della Maiella, nella provincia di Chieti, terra natìa di Giorgio Aurispa. Attraverso il protagonista D'Annunzio traccia un suggestivo ritratto di Guardiagrele, definita la regina delle città di pietra, con la sua cattedrale di Santa Maria Maggiore, baluardo della città che riporta scolpito sopra il portone centrale lo stemma degli Aurispa.

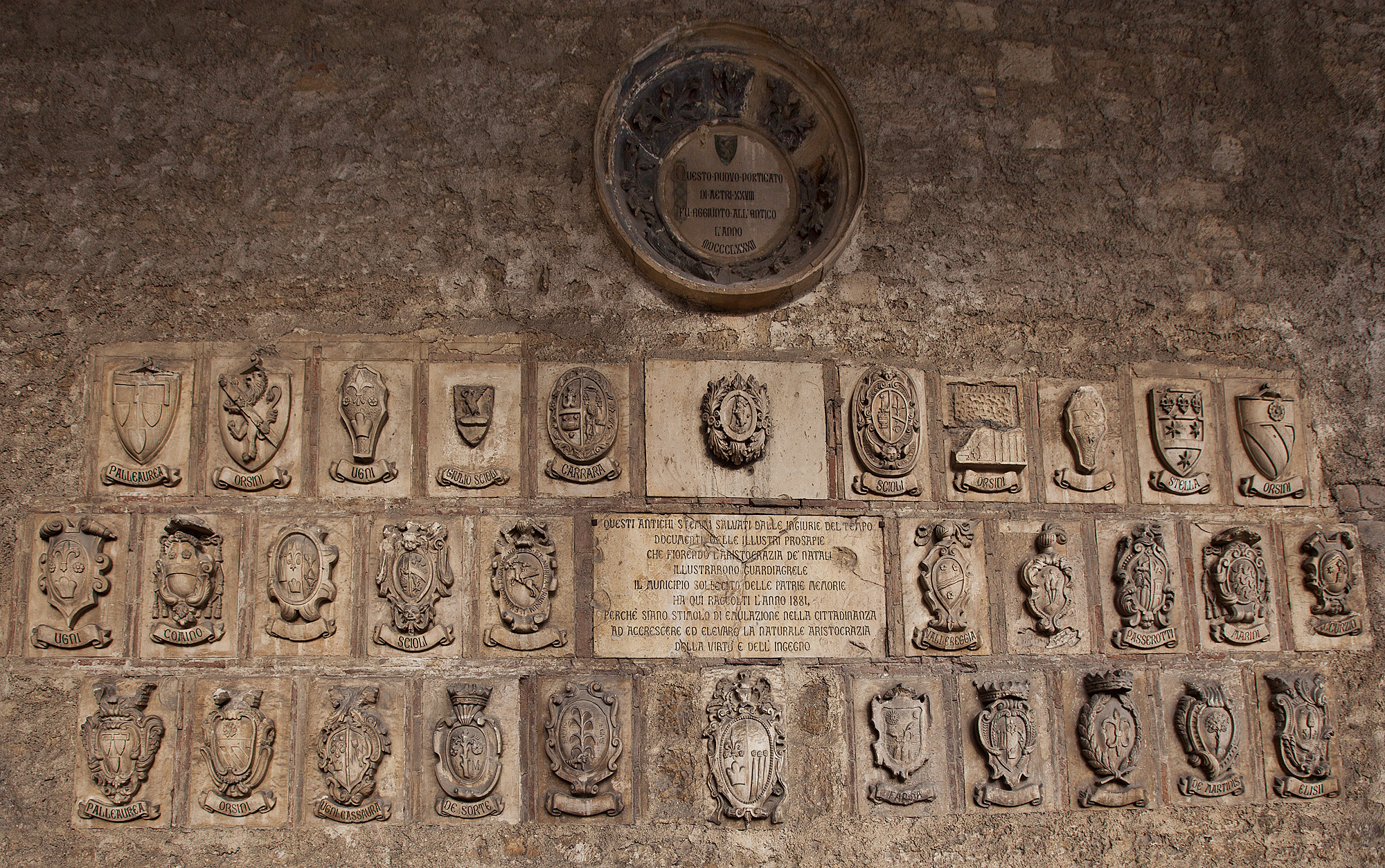
Stemmi gentilizi sul fianco della Cattedrale di Santa Maria Maggiore di Guardiagrele: D'Annunzio descrive tra questi quello del casato nobiliare del protagonista

Qui il protagonista inizia un tentativo di aderire all'armonia delle bellezze paesaggistiche (panismo), da cui trae un senso di speranza e coraggio che lo allontana dalla propria malinconia, quasi immedesimandosi con esse, ma Giorgio Aurispa, come del resto lo stesso D'Annunzio, ha un rapporto conflittuale con la terra natìa, poiché vede le bellezze naturali svilite dalla presenza di una popolazione abitante rozza e mediocre.
Richiamato a Guardiagrele per rispondere al disperato appello della madre, Giorgio scopre che la sua famiglia vive in disgrazia perché suo padre, con la complicità di un altro figlio e di un genero, si era costruito un'altra vita con un'altra donna, per mantenere la quale stava dilapidando il patrimonio di famiglia. Spinto dalla richiesta materna, Giorgio cerca di distogliere il padre dal suo intento, ma finisce con l'essere circuito dal vecchio, che lo convince di avere una malattia incurabile, al punto da indurlo a firmargli una cambiale per pagargli dei debiti contratti. Scioccato dal comportamento paterno e allo stesso tempo nauseato dal legame di sangue con quell'uomo abietto con cui si era dimostrato remissivo suo malgrado, Giorgio Aurispa decide di visitare la stanza, rimasta intatta, dove lo zio si era suicidato (episodio scolpito nella mente del protagonista); qui subisce una fortissima attrazione verso lo stesso destino dello zio Demetrio al punto da distendersi sullo stesso letto e impugnare la stessa pistola con cui il parente si era suicidato, ma poi si convince che può ancora trovare salvezza ricercando e abbracciando le radici della propria stirpe; questo lo porta a rinunciare, seppur temporaneamente, al gesto estremo.

### Libro terzo
Deluso dalla sua famiglia Giorgio decide di fuggire da Guardiagrele per ritirarsi, assieme all'amata Ippolita, in un villaggio abruzzese sulle rive dell'Adriatico, sulla costa teatina di San Vito Chietino, affittando una casa su un promontorio. Qui Giorgio riscopre il fascino della propria terra d'origine: la bellezza del luogo è imperante e minuziosamente descritta; in essa i protagonisti tendono a fondersi in totale armonia.

### Libro quarto
Nonostante il clima di spensieratezza in cui i due amanti vivono sull'eremo abruzzese per tre mesi, Giorgio anche qui non può evitare di provare una rinnovata repulsione per la vita pastorale, primitiva e superstiziosa degli abitanti abruzzesi, mentre Ippolita ne è invece affascinata, specialmente quando assiste a un episodio riguardante un bambino la cui vita, secondo la credenza popolare, veniva succhiata lentamente dalle streghe.
Sedotto nuovamente dall'idea di suicidio, a salvarlo questa volta è la convinzione di poter trovar rifugio nel misticismo religioso, ma poi assiste a un pellegrinaggio alla Madonna dei Miracoli di Casalbordino dove, anziché ad uno scenario di carità cristiana, si trova di fronte ad un degradante e macabro spettacolo: da una parte malati e disperati che, per chiedere grazia alla Madonna, sono pronti a sottoporsi a svariate umiliazioni; dall'altra una massa di disgraziati che, approfittando dell'occasione del pellegrinaggio, ostentano le loro deformità ai passanti pur di ottenere l'elemosina. Questo fanatismo religioso, più simile a un rituale superstizioso che non a puro misticismo, segna nell'animo di Giorgio una rottura netta sia con la sua terra d'origine che con la religione, inducendolo a ripiombare nella malia della morte.

### Libro quinto
Centrali nel quinto libro sono le teorie filosofiche di Friedrich Nietzsche, ossia quelle del superuomo; numerose, infatti, sono le citazioni tratte dall'opera Così parlò Zarathustra. Giorgio si avvicina, progressivamente, alla filosofia del superuomo, nella quale ritiene di poter rintracciare quel vitalismo necessario a superare la propria depressione. Non riuscendo mediante il misticismo religioso, egli ricerca, nuovamente, l'ascesi spirituale, in questo caso aderendo completamente "alla terra", rintracciando negli usi e costumi della propria razza d'origine le tracce di quell'Ellenismo in cui Nietzsche rintraccia le origini del movimento dionisiaco. L'adesione a questa pratica ascetica comporta un'ulteriore trasfigurazione della figura d'Ippolita: la "Nemica", appunto, la quale viene privata di ogni elemento di idealità e viene considerata voluttuosa, capace di suscitare in Giorgio desideri carnali e sensuali; ella, secondo Giorgio, gode nel vederlo completamente sua preda, nel riconoscere il suo totale e completo abbandono; e ne gode di un desiderio voluttuoso quasi crudele.
Progressivamente Giorgio si avvicina sempre più allo zio Demetrio ed al desiderio di coincidere con la forza suprema della vita, vale a dire fare uno con la vita stessa: il culmine della volontà di potenza sembra coincidere, per Giorgio, con l'accettazione della morte e la volontà di uccidersi. Giorgio si abbandona completamente alla depressione quasi svanendone in essa, ricercando nell'annullamento del tempo e dello spazio gli elementi che precorrono a quella stessa morte.

### Libro sesto

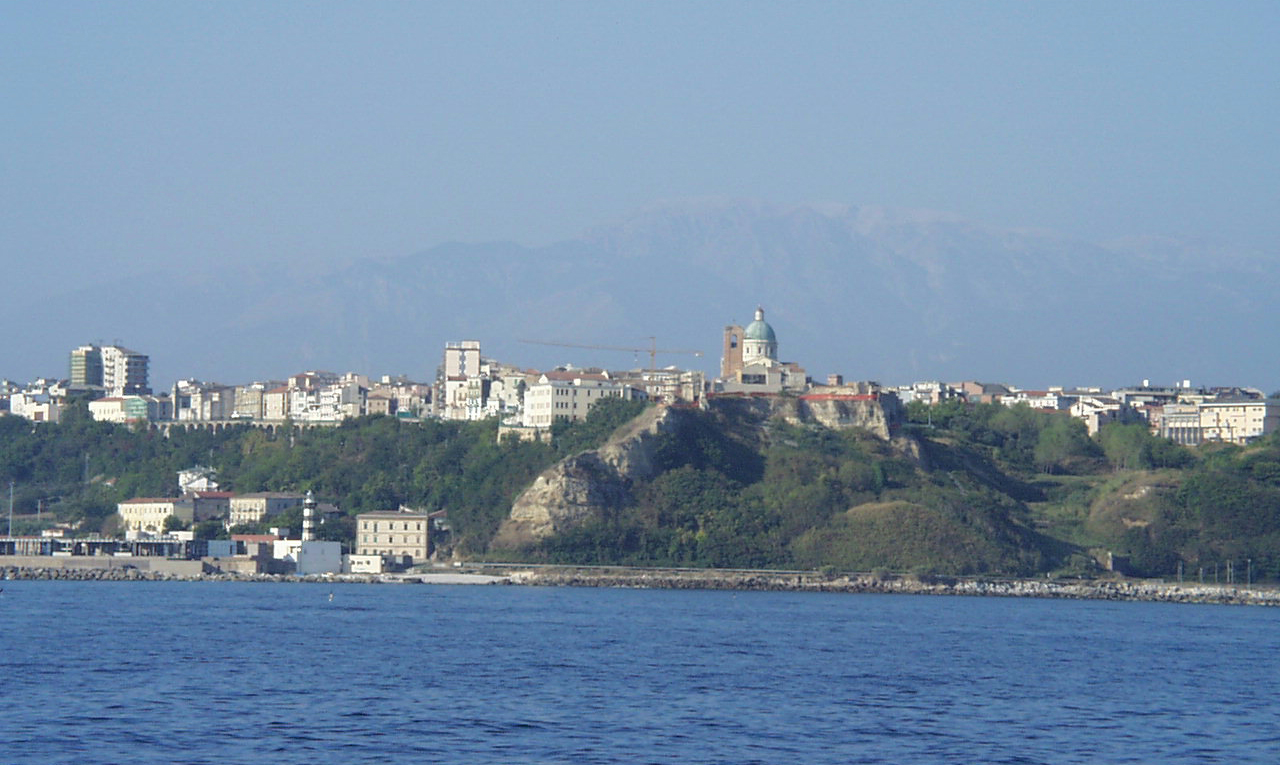
Veduta di Ortona dal mare con la Maiella sullo sfondo

Analizzando la figura di Ippolita Giorgio capisce che forse è proprio lei a impedirgli di elevarsi ad una vita intellettuale superiore, attraverso una ossessione carnale di cui è schiavo e che gli toglie ogni energia vitale. Per quanto egli l'avesse elevata, educata alle più sinuose forme della sensibilità estetica, ella mantiene pur sempre un legame con il proprio "fondo plebeo ". Ippolita diviene, allora, la "Nemica" da sconfiggere. È così che Giorgio matura nella sua mente la ferma decisione di attuare concretamente il progetto del suicidio ma, questa volta, trascinando con sé anche l'amante, per potersi finalmente affrancare da quella soggiogante lussuria distruttiva che lo lega a lei.
Con una scusa conduce Ippolita sull'orlo del promontorio, dopo averla fatta ubriacare in modo da farle perdere l'autocontrollo e renderla più vulnerabile. Lì giunti, dopo i primi vani tentativi di chiamarla a sé e indurla a compiere spontaneamente il gesto estremo, Giorgio si risolve prendendo Ippolita di peso (che troppo tardi aveva capito le sue intenzioni) e, dopo una breve lotta, si getta di sotto, trascinando con sé anche la riluttante "Nemica": «E precipitarono nella morte avvinti».
Il suicidio palesa la definitiva sconfitta dell'inetto protagonista che, nonostante la strenua lotta per attaccarsi alla vita, non ne trova una valida soluzione attuabile, lasciando trionfare la morte.
Così come il suicidio non è che il fare uno con la potenza stessa della vita, coincidere con essa, svanire totalmente in essa, avvilupparsi con la volontà di potenza; allo stesso modo il termine del romanzo appare, in parte, coincidere con l'inizio. Anche l'opera fa uno con se stessa, applicando, trasfigurandolo, "l'eterno ritorno dell'uguale": la morte che lo apre, è la stessa morte che ne dichiara la fine.

## La figura di Ippolita Sanzio[1]
In tutto il romanzo Ippolita assume agli occhi di Giorgio Aurispa diversi ruoli: a volte viene idealizzata e trasformata in una creatura spirituale, resa ancor più bella, eterea e desiderabile grazie alle malattie che la affliggono: l'epilessia e una sterilità causata da un morbo contratto nel matrimonio che, secondo il protagonista, ne acuisce la femminilità; è una creatura capace di strapparlo dall'idea del suicidio grazie alla sua passionale vitalità e a uno stupore quasi infantile per la semplice quotidianità della vita e la bellezza della natura, che la rendono ancor più innocente e pura (e allo stesso tempo invidiabile, poiché questa visione della vita è preclusa al protagonista). Altre volte invece la vede spogliata della sua aura celeste rivelando, così, una natura fin troppo umana, fallibile, volgare e plebea, in netto contrasto con la sensibilità d'artista e di esteta di Aurispa; infine una femme fatale o una belle dame sans merci, una "Nemica" dai bassi istinti lussuriosi che tengono il protagonista soggiogato e legato a sé, e finiscono con il degradare e svilire il rapporto tra i due amanti (che diventa pura attrazione fisica e nient'altro), acuendo in lui un senso di sconfitta che lo spinge irrimediabilmente sempre più al suicidio e, giunti a questo punto, anche all'omicidio dell'amante. Eppure la figura di Ippolita altro non è che un pretesto, il mezzo attraverso cui il protagonista prende piena coscienza del suo male di vivere, da cui volersi disperatamente liberare per poter approdare a quella vita superiore idealizzata dalla filosofia superomistica.

## Dal decadentismo al superomismo dannunziano[1]
Il protagonista del romanzo, Giorgio Aurispa, è il tipico eroe decadente d'annunziano: esteta, inetto, malato di una spiccata sensibilità emotiva che gli fa disprezzare e rifiutare la mediocrità della vita; un individuo debole e introspettivo, per il quale la realtà umana si rivela senza speranza, vuota e inutile. Egli diventa il simbolo della condizione negativa dell'uomo moderno, incapace di aderire vitalmente all'esistenza a causa di una imperterrita analisi intellettuale delle cose. Persino l'amore per Ippolita non è capace di dare alcuna consolazione e, anzi, nell'ultima parte del romanzo diventa l'ostacolo primario che impedisce al protagonista di elevarsi.
Nell'opera D'Annunzio riunisce nella prima sequenza di Guardiagrele i temi cari al decadentismo, ossia il culto dell'arte antica, che nella città ha il suo simbolo nel Duomo, e le tristi vicende di degrado della nobile famiglia del protagonista. Il tema della morte domina in tutto il romanzo, facendosi protagonista a seguito del colloquio col padre, episodio che spinge Giorgio Aurispa al primo tentativo di suicidio, poi fallito; è a partire da questo momento che, sentendo la minaccia della morte incombere e premere su di lui, il protagonista cerca di trovare di volta in volta un diverso metodo filosofico di risposta: la vitale passione per Ippolita (rivelatasi inutile e, anzi, dannosa), poi il ritorno alle origini e alla terra natìa, che lo portano a tentare di abbracciare uno stile di vita semplice e di identificarsi con la natura benigna (panismo), in cui il protagonista manifesta sensazioni di sublime contemplazione (infatti, secondo Giorgio-D'Annunzio, chi vive a stretto contatto con la natura, in perfetta armonia con essa, si allontana da quelle meditazioni intellettuali tipiche dell'uomo moderno che provocano un distacco dal vivere naturale, armonioso e semplice), infine il rifugio nel misticismo religioso dove, però, le miserie fisiche degli abitanti (evidenti nell'episodio del macabro pellegrinaggio di Casalbordino alla Madonna dei Miracoli) e la superstizione popolare (come l'episodio del bambino ucciso dalle streghe), caratterizzanti il mondo ancestrale e primordiale abruzzese (e in cui Giorgio confidava come possibile via d'uscita), alla fine non rivela possibile alcun riscatto e alcuna possibilità di salvezza. Anche Ippolita, nel cui vitale amore il protagonista confida come ennesimo tentativo di scampo, finisce col deluderlo a causa di una curiosità e attrazione verso le tradizioni abruzzesi che la rendono troppo vicina alla mediocrità popolare, contribuendo a portare alla rottura del rapporto amoroso. Tutti questi tentativi, quindi, si rivelano fallimentari e spingono il protagonista-esteta a cercare una nuova via di sopravvivenza per non soccombere al richiamo della morte e, quindi, alla sconfitta.
Nella seconda sequenza del romanzo il protagonista si identifica pienamente con la teoria superomistica del filosofo tedesco Friedrich Nietzsche in un clima di apparente calma, come una sorta di nido protettivo, presso il promontorio sanvitese della costa dei Trabocchi. In quest'ultima fase Giorgio Aurispa diventa l'alter-ego di D'Annunzio, un personaggio che, come lui, può sopravvivere soltanto in un contesto culturale alto (è per questo che si trasferisce nella Roma artistica e intellettuale, dando un taglio netto con la vita di provincia della sua terra d'origine, priva di prospettive e raffinatezze intellettuali) e che, come lui, anela ad incarnarsi nella figura superomistica nietzschiana (seppure dandone un'interpretazione personale), vista come unica possibilità di riscatto dalla mediocrità umana. In sostanza, quello descritto nel Trionfo della morte diventa il tentativo letterario di D'Annunzio, seppur qui fallimentare (mentre sarà pienamente realizzato nel romanzo successivo Le vergini delle rocce attraverso il protagonista Claudio Cantelmo), di creare un personaggio che vive sì nel culto dell'arte e della bellezza come l'esteta decadente, ma a differenza di quest'ultimo, si manifesta energico, eroico e dominante, libero da ogni morale, e per questo in grado di raggiungere un'elevazione intellettuale altrimenti negata.

### Edizioni
- G. D'Annunzio, Trionfo della morte, Mondadori, Milano, 2007. ISBN 9788804506461

### Critica letteraria
- Edoardo Tiboni e Luigia Abrugiati (a cura di), Trionfo della morte: atti del 3º Convegno internazionale di studi dannunziani: Pescara, 22-24 aprile 1981, Pescara, Fabiani, 1983, SBN LO10477873.